# Спогис, Валентина Петровна
Валентина Петровна Спогис — советская актриса и режиссёр латгальского межкраевого колхозного театра (1936—1937).

## Биография
В январе 1936 года была принята в труппу театра. С января по февраль этого года стажировалась при театре «Красный факел» у актёров С. Д. Иловайского и Г. М. Полежаева. По причине долгого отсутствия режиссёра была назначена руководителем труппы на срок с 1 февраля по 1 июня 1936 года, однако оставалась на этой должности до 15 февраля 1937 года.
Обладавшая энергичным и целеустремлённым характером, Валентина Спогис способствовала единению театральной труппы. Постановки спектаклей и водевилей на латгальском и русском языках совмещала с личным исполнением танцев; вместе с коллективом театра участвовала в радиоконцертах.
В 1936 году под её руководством театр посетил пять районов края, 19 колхозов и семь школ, реализовал 60 постановок и концертов для 8574 взрослых и 920 школьников. Актёрами театра было проведено 38 бесед и докладов, они же вместе с сельскими жителями приняли участие в создании 12 стенных газет, привлекли 112 новых подписчиков для латгальской газеты Taisneiba и создали 18 музыкальных, хоровых и драматических кружков, объединивших 214 человек. Три раза театральная труппа выступала на концертах Краевого радио.